# Памятник Минину и Пожарскому (Ярославль)
Памятник Кузьме Минину и Дмитрию Пожарскому расположен на территории Кирилло-Афанасиевского монастыря. Был открыт 4 ноября 2019 года в День народного единства.

## История создания памятника
В 2017 году было принято решение об установке памятника Кузьме Минину и Дмитрию Пожарскому в Ярославле. Минин и Пожарский возглавляли народное ополчение, которое освободило Россию от польской оккупации в 1612 году.
В 2018 году объявлен конкурс на лучший проект памятника. Первое место занял проект Николая Мухина, Дмитрия Тугаринова и Михаила Гайнутдинова, Дмитрия Пушкарева, Антона Штольбы.

## Описание
Памятник представляет собой бронзовую скульптурную группу на гранитном постаменте. На постаменте с двух сторон размещены барельефы, изображающие сцены из Смутного времени: осада Кремля польскими войсками и выступление ополчения из Ярославля. На лицевой стороне постамента имеется надпись: «Гражданину Минину и князю Пожарскому благодарная Россия. Лета 1818». На обратной стороне — надпись: «Памятник спасителям России установлен в Ярославле в 2019 году».
Скульптурная группа изображает Минина и Пожарского в полный рост. Минин одет в кафтан и шапку, он держит в руке знамя с изображением Георгия Победоносца. Пожарский одет в доспехи и мантию, он держит в руке шлем. Оба героя обращены лицом к зрителю, их позы и выражения лиц отражают решимость и готовность к борьбе за свободу Родины.
Памятник расположен на Спасо-Пробоинской площади, окружённой древними храмами и зданиями монастыря.